# Boronów
Boronów (niem. Boronow) – wieś w Polsce, w województwie śląskim, w powiecie lublinieckim, nad rzeką Liswartą, siedziba gminy Boronów. 
| SIMC    | Nazwa | Rodzaj     |
| ------- | ----- | ---------- |
| 0132210 | Doły  | przysiółek |
| 0132256 | Sitki | przysiółek |

W latach 1975–1998 wieś administracyjnie należała do województwa częstochowskiego. Liczy 2792 mieszkańców.
Nazwa wsi wywodzi się, zależnie od propozycji różnych autorów, od brony, czego świadectwem jest herb miejscowości, od borów lub też od nazwisk Boroń – dawniej częściej spotykanego na terenie miejscowości albo Boronowski, jak nazywał się jeden z właścicieli miejscowości. W kronikach (urbarzach i kronikach parafialnych) często nazwa miejscowości pisana jest w odmienny sposób: Borunow, Boronow, Bornów. Nazwa Bornów nadal jest popularna wśród mieszkańców.

## Położenie geograficzne
Boronów położony jest na obszarze Śląska Białego, w północnej części Górnego Śląska. Według innego podziału ze względu na obszary kulturowe, leży on na terenie ziemi lublinieckiej. Północna granica miejscowości (obecnie gminy Boronów) stanowi od XIV w. granicę między historycznym Śląskiem a Małopolską. W Boronowie krzyżują się dwie drogi wojewódzkie: DW 905 i DW 907.
Ze względu na położenie geomorfologiczne Boronów leży na Wyżynie Śląsko-Krakowskiej na obszarze makroregionu Wyżyny Woźnicko-Wieluńskiej, w obrębie dwóch mezoregionów: Obniżenia Liswarty-Prosny i Garbu Herbskiego. Miejscowość leży w dolinie górnego biegu Liswarty i jej niewielkiego dopływu prawobrzeżnego Leńcy. Najwyższe wzniesienie wynosi 308 m n.p.m. i znajduje się w południowej części miejscowości (pola przy dzielnicy Siodłoki).
Z geobotanicznego punktu widzenia miejscowość należy do krainy Wyżyn Południowo-Wschodnich, do Podkrainy Górnośląskiej.

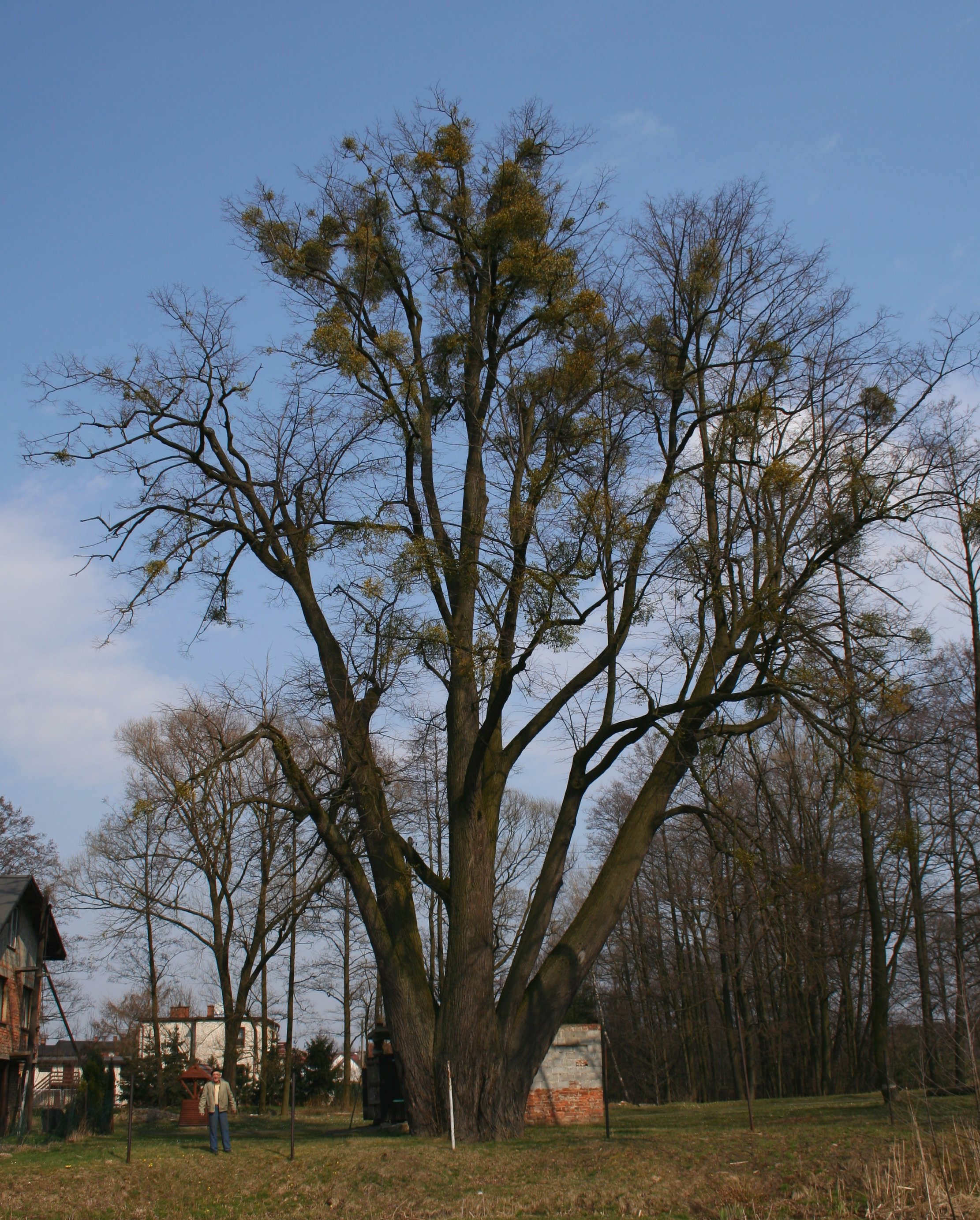
Pomnikowa lipa w centralnej części wsi

Ponadto cały obszar miejscowości w roku 1998 włączony został w obręb nowo powstałego Parku Krajobrazowego Lasy nad Górną Liswartą. W centralnej części miejscowości i w okolicznych lasach znajduje się kilkanaście okazałych pomników przyrody. Są to przeważnie dęby, lipy i buki. Boronów jest też siedzibą Leśnictwa Boronów.

### Toponimika
W alfabetycznym spisie miejscowości na terenie Śląska wydanym w 1830 roku we Wrocławiu przez Johanna Knie miejscowość zarówno w języku polskim jak niemieckim występuje pod tą samą nazwą Boronow. Spis wymienia również okoliczne przysiółki oraz części wsi: Stare Huty, Kottara, Czielitz, Niewen, Sklarnia itp..
Boronów dzieli się na trzy główne dzielnice: Piasek, Zamoście-Hajduki oraz Siodłoki, przedzielone wymienionymi wyżej ciekami wodnymi. Po lewej stronie Liswarty znajdują się Siodłoki, między Liswartą a Leńcą, znajdują się dzielnica Hajduki oraz Zamoście i Smolny Piec, natomiast na prawym brzegu Leńcy u jej ujścia do Liswarty znajduje się dzielnica Piasek oraz Suszarnia.
Na terenie miejscowości odnotowano nazwy miejscowe odnoszące się do wcześniejszych tradycji przemysłowych. Są to: Podhuta – miejsce, w którym do XX w. znajdowała się kuźnia i Smolny Piec – dzielnica miejscowości, której nazwa odnosi się do produkcji smoły i węgla drzewnego, wykorzystywanego przy produkcji żelaza w kuźniach. Także nazwy sąsiednich sołectw należących do gminy i nazwy miejscowe znajdujące się w ich obrębie nawiązują do tych tradycji: Hucisko, Szklana Huta, Sztolnia.
Według niemieckiego językoznawcy Heinricha Adamy’ego nazwa miejscowości pochodzi od staropolskiej nazwy lasu iglastego - boru. W swoim dziele o nazwach miejscowych na Śląsku wydanym w 1888 roku we Wrocławiu wymienia jako najstarszą zanotowaną nazwę miejscowości Burinow podając jej znaczenie „Neuwaldau” czyli po polsku „Nowy las, bór”.

## Historia miejscowości

### Początki osadnictwa
Pierwsza wzmianka, w której pojawia się nazwa Boronów, pochodzi z 1341 r. z dokumentu Kazimierza Wielkiego dotyczącego regulacji obszaru granicznego. Dzięki tej wzmiance wiadomo, iż miejscowość wówczas należała do księstwa opolsko-strzeleckiego. Mimo to, osadnictwo na tym terenie pojawiło się o wiele wcześniej. Znaleziono bowiem na obszarze miejscowości ślady z epoki neolitu oraz z okresu kultury łużyckiej.
Badania archeologiczne prowadzone były w Boronowie na przełomie lat 20. i 30. XX w. przez Józefa Kostrzewskiego, Konrada Jażdżewskiego i Włodzimierza Antoniewicza. W roku 1928 odkryto proste narzędzia kamienne z młodszej epoki kamiennej w okolicach dzisiejszej dzielnicy Piasek, natomiast wcześniej w 1925 r. w okolicach dzielnicy Smolny Piec odkryte zostały szczątki cmentarza z grobami ciałopalnymi i szkieletowymi wraz z przedmiotami takimi jak: bransoleta, naramiennik czy zausznice oraz naczyniami: m.in. misy i czerpaki.
W 1358 r. rycerz Marbot stał się z nadania księcia opolskiego Alberta, właścicielem miejscowości. Do 1532 r. Boronów znajdował się w rękach Piastów opolskich. Na początku XVII w. wieś należała do rodu Dzierżanowskich.

### Budowa kościoła i powstanie kuracji

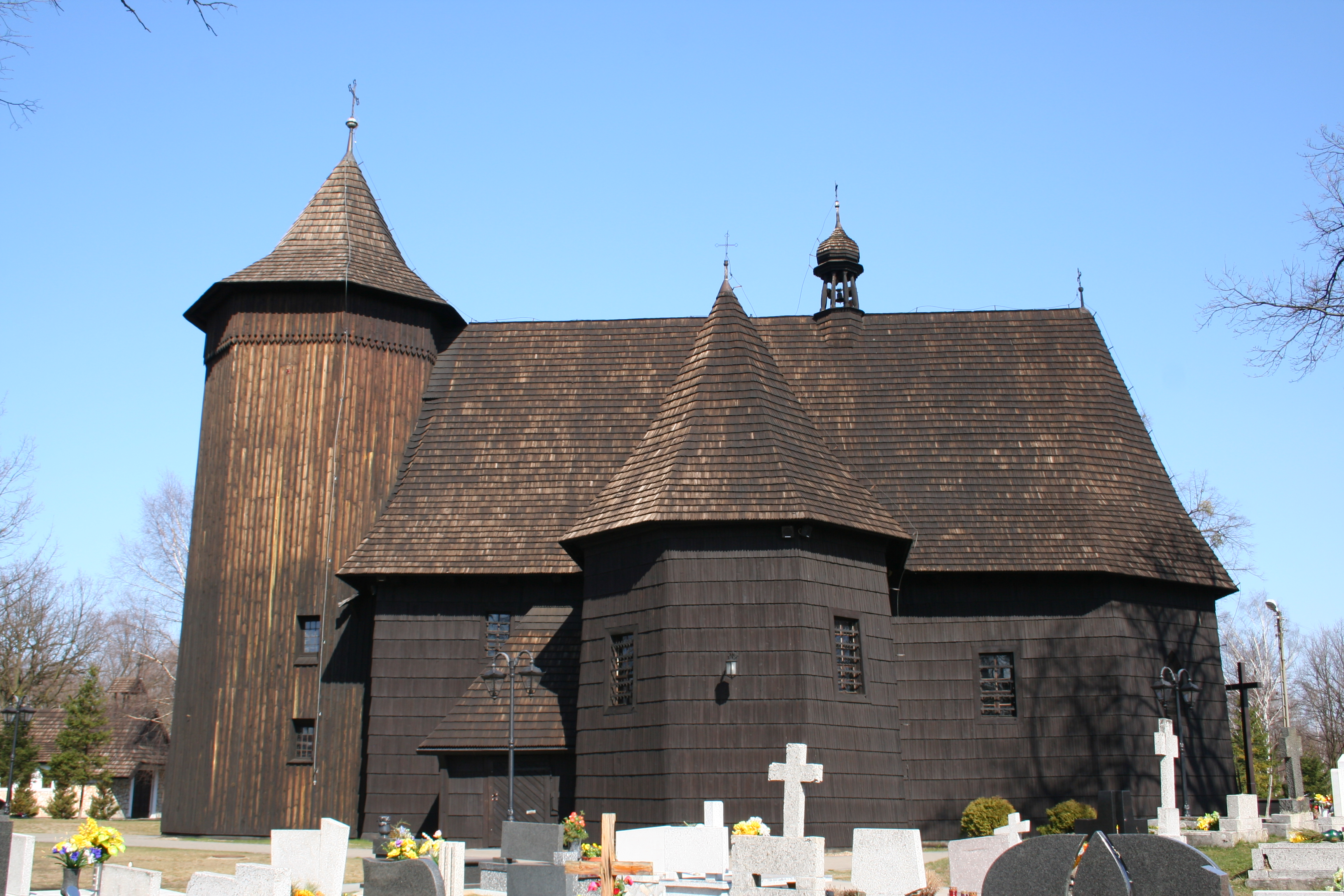
Kościół Matki Boskiej Różańcowej w Boronowie

W 1611 r. postawiony został w Boronowie drewniany kościół wówczas pw. św. Andrzeja. Fundatorem był hrabia Aleksander Edward Dzierżanowski. Kościół obecnie należy do zabytków klasy „0”. W roku 1638 hrabia Dzierżanowski ufundował dzwon dla kościoła, który do dziś wisi w kościelnej dzwonnicy. W 1718 przy kościele powstała kuracja (podparafia). Od 1755 r. (z przerwami) działało w niej Bractwo Różańcowe, natomiast status parafii uzyskała dopiero w 1868 r. Sama budowla kościoła powstała na planie krzyża greckiego i był to pierwszy tego typu kościół na Górnym Śląsku. Co najmniej od 1717 r. w Boronowie, najprawdopodobniej przy kuracji, działała szkoła.

### Boronów pod panowaniem pruskim
W 1742 r. Boronów przeszedł pod panowanie pruskie. Od roku 1774 na terenie miejscowości powstawały kolonie Dębowa Góra, Zumpy oraz Niwy, w których osadzała się ludność głównie niemieckojęzyczna.

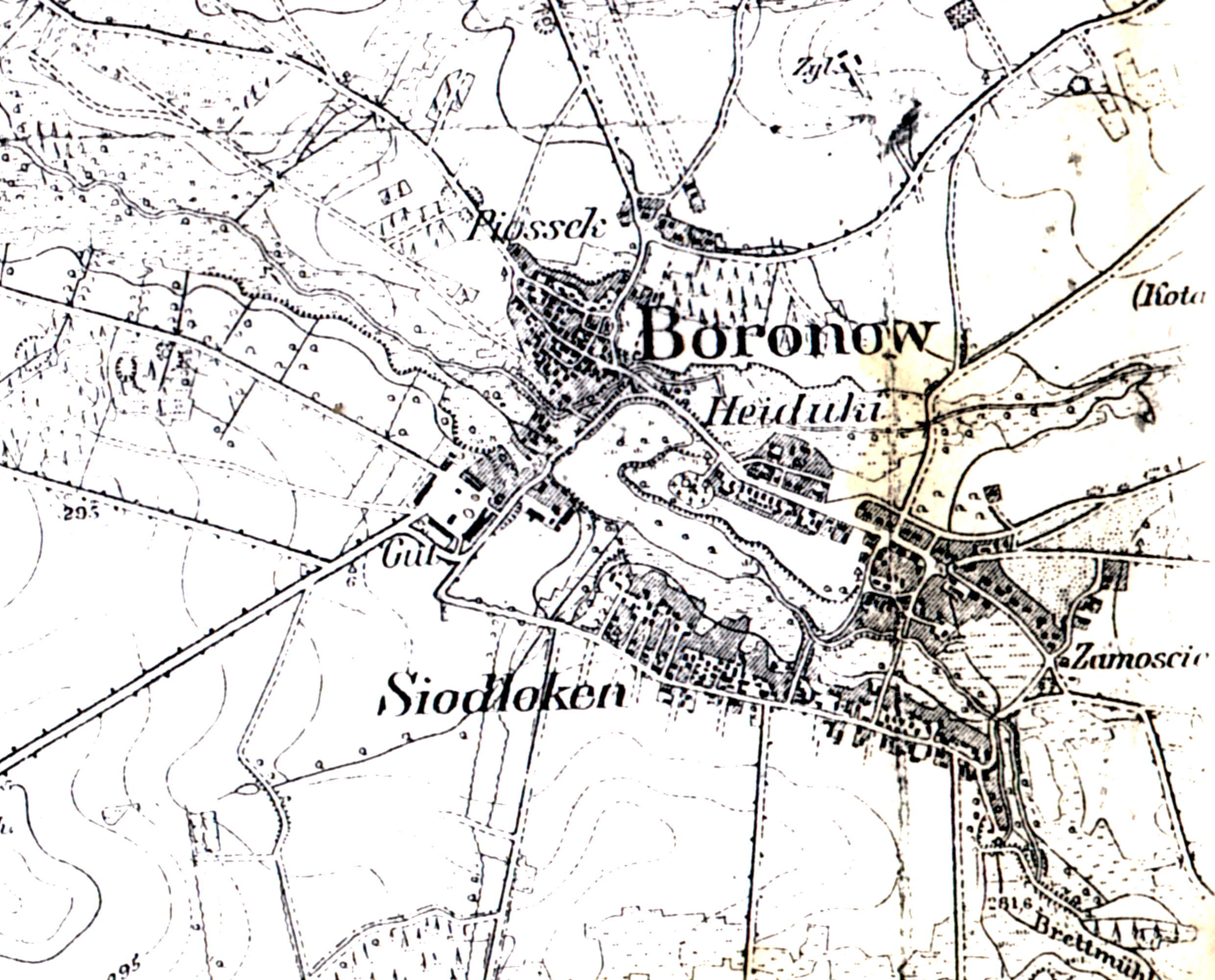
Boronów na mapie z II poł. XIX w

Od roku 1805 Boronów, wraz z Koszęcinem i Tworogiem był własnością rodu książęcego Hohenlohe. W XIX w. nastąpiło uprzemysłowienie wioski oraz znaczny przyrost liczby mieszkańców w stosunku do okolicznych miejscowości. Pod względem liczby mieszkańców Boronów był w XIX w. drugą miejscowością na Ziemi Lublinieckiej. W 1840 r. Boronów liczył 1781 mieszkańców, natomiast Lubliniec 2114, gdy trzecie miasto tej ziemi Woźniki tylko 1259. W tym czasie na terenie miejscowości w kopalniach rud żelaza i kuźniach pracowało ponad 100 osób. Nie wiadomo od kiedy w miejscowości wydobywano rudy i wytapiano żelazo, lecz istnieją źródła historyczne potwierdzające, że już w 1645 r. funkcjonowaniem tych kopalń zainteresowani byli rzeczoznawcy z Tarnowskich Gór.
Mimo iż na terenie miejscowości w XIX w. rozwijał się przemysł, miała ona nadal głównie rolniczy charakter, a po zniesieniu w Prusach pańszczyzny w 1811 r., rozwijać zaczął się także folwark zatrudniający chłopów do pracy najemnej. Pełne uwłaszczenie chłopów nastąpiło w ziemi lublinieckiej dopiero w 1860 r. Pod koniec wieku, ze względu na upadek kuźni i kopalni rud żelaza, folwark jeszcze bardziej się rozwinął dając zatrudnienie bezrolnej ludności. Poza przemysłem ciężkim i rolnictwem w tym czasie rozwijał się też przemysł przetwórczy, miejscowość posiadała gorzelnię, dwa browary, tartak i trzy młyny wodne.

### Boronów na początku XX wieku

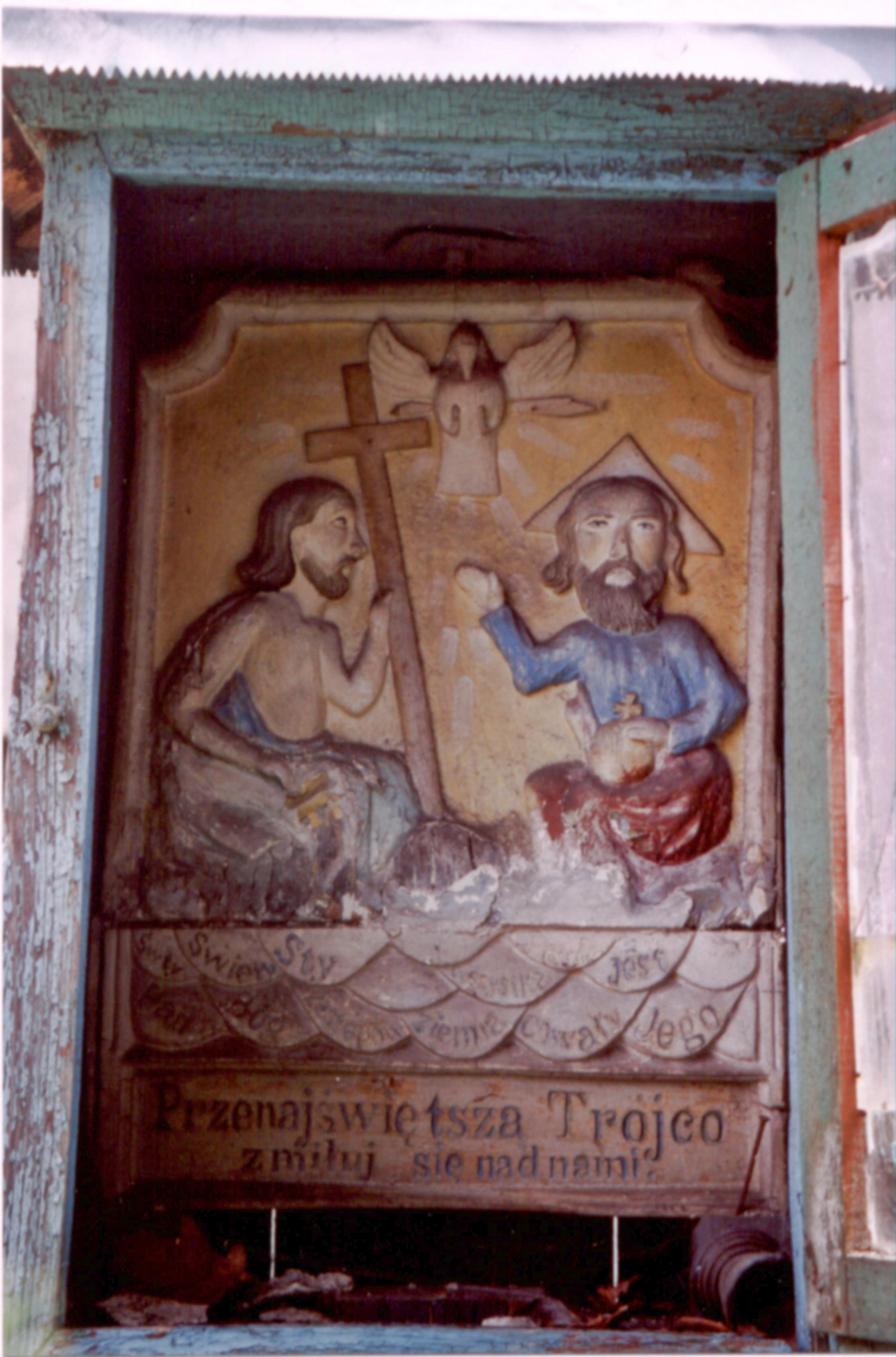
Wnętrze kapliczki autorstwa Jana Kulisza z początku XX w

Na początku XX w. ówczesny właściciel Boronowa, Karl Gottfried zu Hohenlohe-Ingelfingen, zamknął kopalnie i działające fryszerki. W tym samym czasie w niektórych partiach lasu otaczających miejscowość wprowadził on nieznane dotąd na tych terenach gatunki zwierząt, m.in. daniele. W okolicach Dębowej Góry hodowane były dziki, specjalnie dla urządzanych przez księcia polowań.
W tym okresie funkcjonowały już dwie szkoły, jedna w centrum miejscowości, druga w Grojcu. Mieszkaniec dzielnicy Zamoście Jan Kulisz tworzył w tym czasie rzeźby amatorskie, w większości o tematyce sakralnej.
Po I wojnie światowej w wyniku powstań śląskich, w których walczyło kilkudziesięciu mieszkańców miejscowości, Boronów wraz z innymi miejscowościami ziemi lublinieckiej włączony został do państwa polskiego. W latach 1926–1927 przez miejscowość przeciągnięty został odcinek linii kolejowej z Kalet do Herb Nowych oraz postawiony został dworzec kolejowy.

### II wojna światowa
Lata II wojny światowej na terenie miejscowości przebiegały spokojnie poza krótkotrwałymi walkami na obrzeżach we wrześniu 1939 r. oraz potyczkami cofającej się armii niemieckiej z ofensywą radziecką 19 stycznia 1945, w wyniku której zginęło kilkudziesięciu żołnierzy po obu stronach. 1 września 1939 roku w miejscowości opór niemieckim wojskom stawiała część 74 Pułku Piechoty, która wobec grożącego jej okrążenia wycofała się na główne pozycje obronne do Częstochowy dołączając do 7 Dywizji Piechoty. Polscy żołnierze z września 1939 roku pochowani zostali na miejscowym cmentarzu, natomiast poległych w 1945 roku 61 niemieckich żołnierzy pochowano poza jego obrębem. Radzieckich żołnierzy pochowanych przy cmentarzu ekshumowano kilka lat po wojnie i wywieziono poza teren miejscowości. Po 1953 r. powiększono cmentarz, tak by objął także mogiłę zbiorową poległych Niemców.

### Boronów w okresie PRL

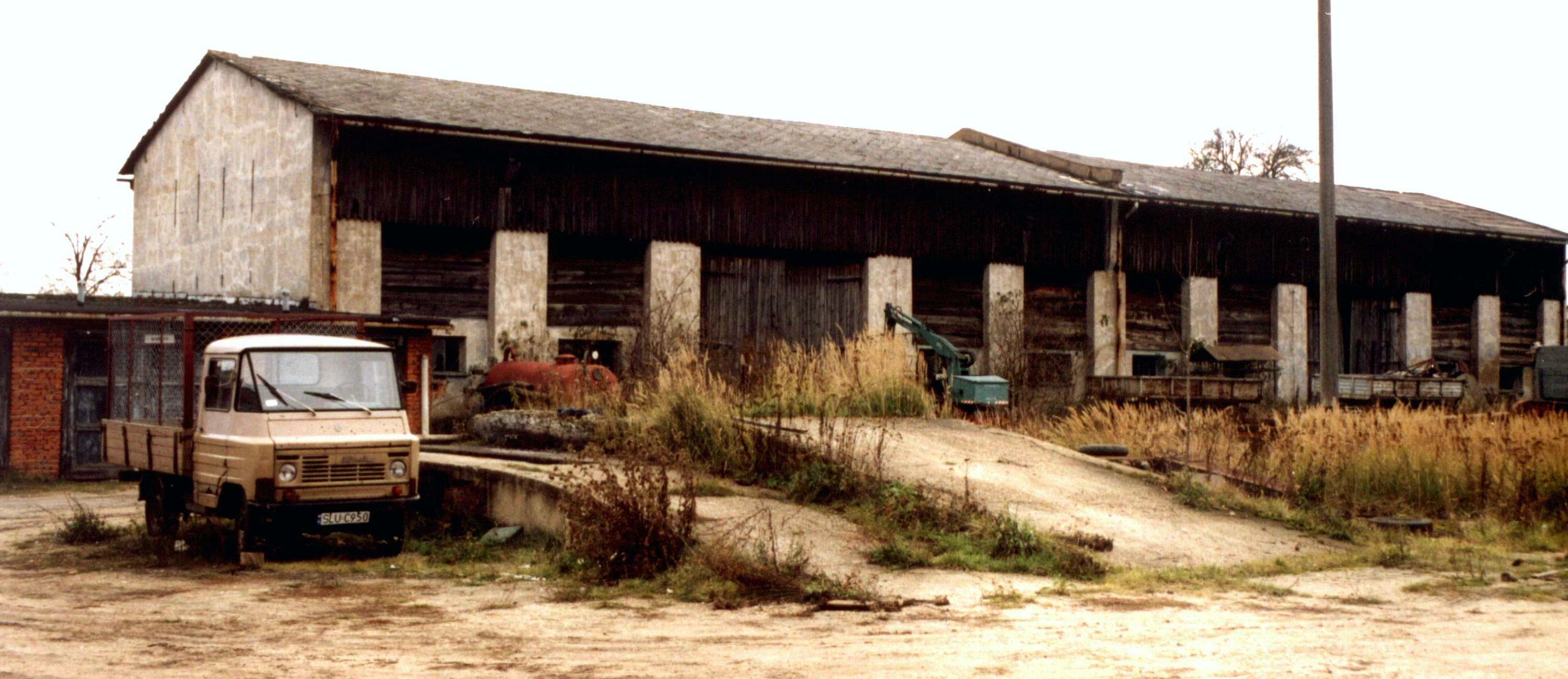
Budynek dawnego folwarku, funkcjonujący jako chlew w RSP Jedność

Po II wojnie światowej skolektywizowano prywatne majątki, folwark został rozparcelowany, a w 1951 r. utworzona została na jego miejscu Spółdzielnia Produkcyjna „Jedność”. Tartak i inne czynne jeszcze warsztaty rzemieślnicze były sukcesywnie likwidowane. W roku 1959 oddana została do użytku nowo wybudowana Szkoła Podstawowa im. Manifestu Lipcowego przemianowana w 2004 r. na Zespół Szkół im. Unii Europejskiej. Trzy lata później na terenie miejscowości powstał skład paliw CPN, który obecnie pod nazwą Naftobazy zaopatruje stacje benzynowe w województwie śląskim, opolskim i świętokrzyskim. Dzięki dogodnemu połączeniu komunikacyjnemu mieszkańcy miejscowości coraz liczniej w tym czasie byli zatrudniani w kopalniach na obszarze GOPu.
W 1973 r. w wyniku reformy administracyjnej gromada Boronów przyłączona została do gminy Herby. Lata 70. i 80. XX w. to masowy exodus mieszkańców do RFN; w szczególności tych, którzy udokumentować potrafili niemieckie pochodzenie. W okresie przynależności do gminy Herby, miejscowość miała charakter sołectwa.

### Boronów w III Rzeczypospolitej

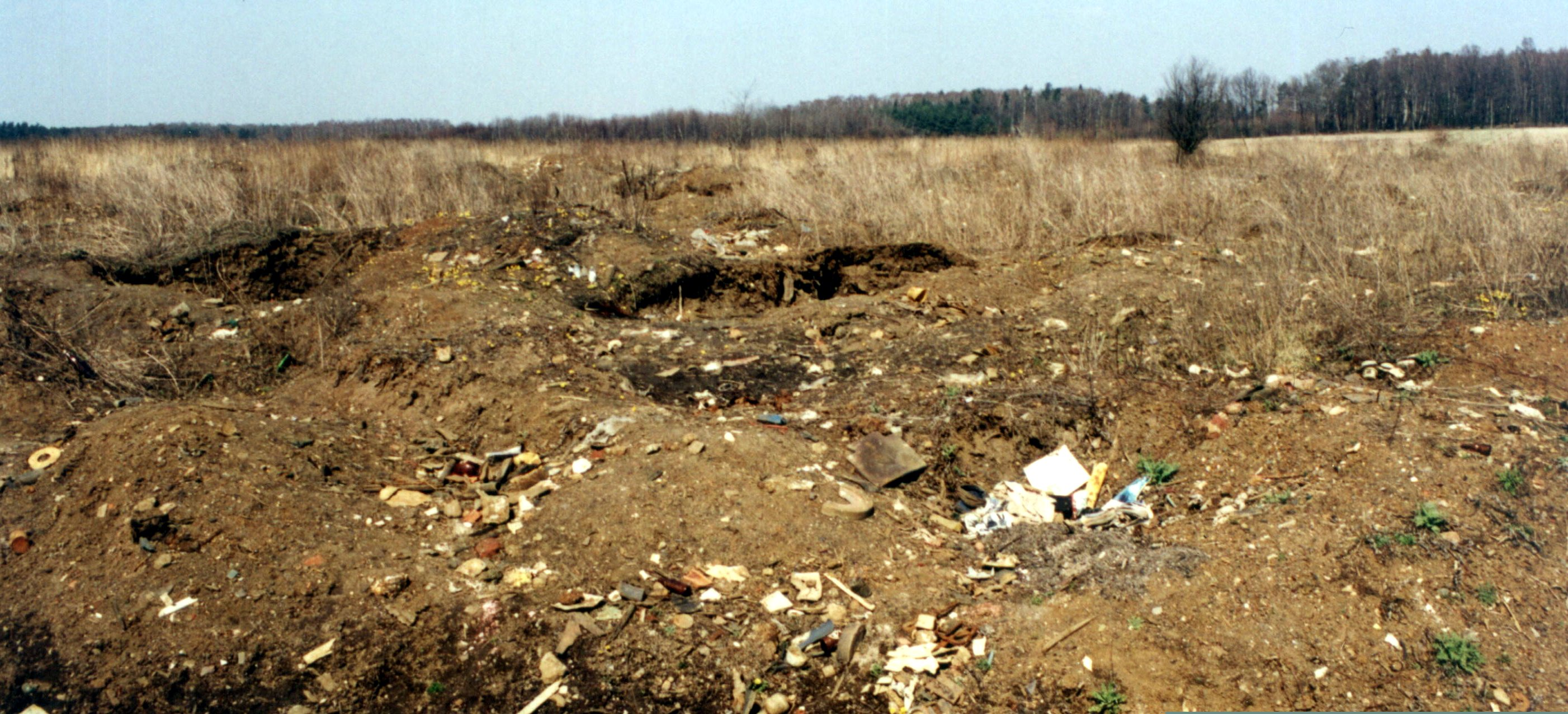
Zdegradowane ekologicznie tereny powstałe w wyniku wywożenia odpadów ze składu złomu w Herbach

Po 1989 r. w wyniku prywatyzacji większość pracowników Spółdzielni Produkcyjnej „Jedność” straciła pracę. W 1993 r. Boronów odzyskał status siedziby gminy wiejskiej. Zagospodarowane zostały obiekty, będące niegdyś częścią folwarku. W tym czasie w zachodniej części Boronowa w okolicy pól określanych jako Królicza Górka odkryte zostały znaczne obszary zasypane złomem pochodzącym ze składowiska w Herbach. Okazało się, że na terenie miejscowości znajdują się obszary w znacznym stopniu zdegradowane ekologicznie.
W latach 90. XX w. w Boronowie oddano do użytku sieć telefoniczną oraz rozpoczęto budowę kanalizacji. Od 1999 r. działa oczyszczalnia ścieków. W roku 1998 Boronów włączony został w obszar nowego Parku Krajobrazowego Lasy nad Górną Liswartą. W 2003 r. Boronów zajął drugie miejsce w konkursie Złota Miejscowość Radia Katowice.

## Społeczność miejscowości
Większość mieszkańców Boronowa to ludność mieszkająca w nim od kilku pokoleń, identyfikująca się z obszarem kulturowym Górnego Śląska. Część mieszkańców to potomkowie spolonizowanych niemieckich osadników z XVIII i XIX w., emigranci (i ich potomkowie) z tzw. Opolszczyzny przybyli w okresie powstań śląskich, a także rodziny repatriantów, przybyłych do miejscowości z Kresów Wschodnich po II wojnie światowej. Niektórzy mieszkańcy należą do mniejszości niemieckiej.
Znaczna część mieszkańców posługuje się gwarą śląską. Wyraźna większość mieszkańców to osoby wyznania rzymskokatolickiego. Nieliczni mieszkańcy są Świadkami Jehowy. Przed II wojną światową i jakiś czas po niej zamieszkiwali miejscowość także ewangelicy.
Obecnie na obszarze miejscowości, w szczególności na jej obrzeżach osadzają się mieszkańcy miast Górnego Śląska, a także rozbudowują się kolonie domków letniskowych.

## Dzielnice Boronowa

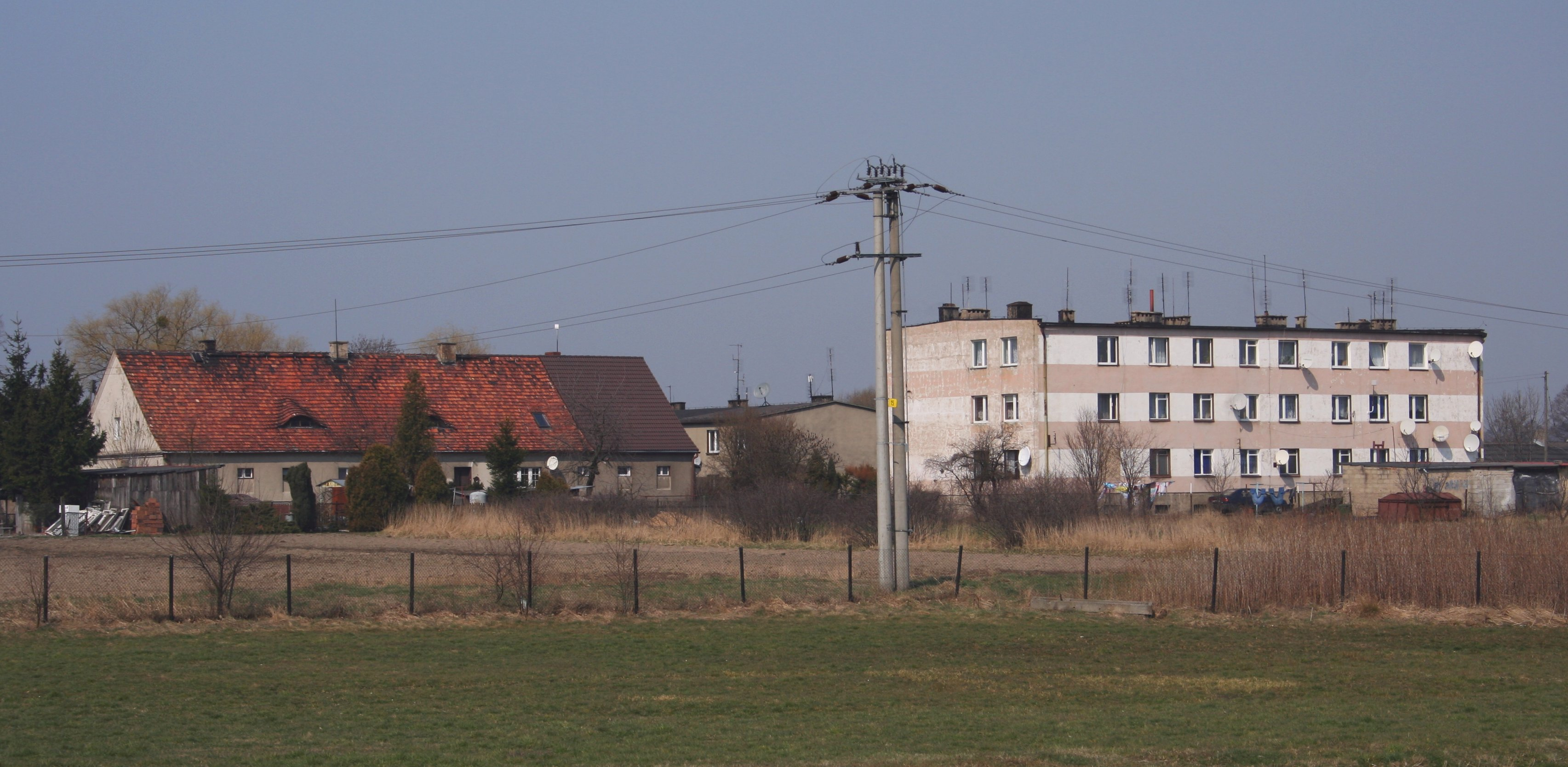
„Dwór” – widok od strony południowej

- Siodłoki – jedna z najstarszych dzielnic Boronowa, znajdująca się na lewym brzegu Liswarty, przy ulicy 3 Maja i uliczkach od niej odbiegających. W tej części miejscowości znajduje się najwięcej gospodarstw rolnych. Od strony rzeki w dzielnicy znajduje się dużo zabudowań z początku XX w. oraz w niektórych przypadkach także z XIX w. W dzielnicy tej znajduje się kilka sklepów i punktów usługowych. W bezpośrednim sąsiedztwie znajduje się stacja kolejowa.
- Hajduki – dzielnica w centralnej części miejscowości, położona przy ulicy Wolności. Na jej obszarze znajduje się kościół, probostwo oraz bank i kilka sklepów wielobranżowych oraz spożywczych. Na początku XX w. w dzielnicy tej działał także młyn elektryczny (obecnie magazyn).
- Zamoście – dzielnica będąca przedłużeniem Hajduków. Większość zabudowań powstała po II wojnie światowej. Znajduje się w niej niewiele sklepów i punktów usługowych. Istniała także, już zlikwidowana restauracja „Borowianka”, znajdująca się w budynku, który od ponad 200 lat pełnił funkcje karczmy. Z kolei jej przedłużeniem jest względnie nowa część Boronowa, określana mianem Siudejka, łącząca się z sołectwami Grojec i Hucisko.
- Smolny Piec – dzielnica zabudowana w II poł. XX w., mająca charakter mieszkaniowy. Brak w niej sklepów, nieliczne punkty usługowe. Położona jest wzdłuż ulic Niwskiej i Polnej, oraz łączących je przecznic. Wcześniej w tej dzielnicy wytwarzano węgiel drzewny. W latach dwudziestolecia międzywojennego znaleziono w niej kilka grobów ciałopalnych z epoki kultury łużyckiej.
- Piasek – dzielnica w zachodniej części miejscowości. Na jej terenie znajduje się budynek współdzielony przez Gminny Ośrodek Kultury, bibliotekę, przychodnię lekarską, aptekę, remizę strażacką, i pocztę. Instytucje te oraz kilka sklepów znajdują się na początku ulicy Powstańców Śląskich. W dalszej części dzielnica ma charakter mieszkaniowy. W bezpośrednim sąsiedztwie znajduje się też Zespół Placówek Oświatowych – przedszkole, gimnazjum i szkoła podstawowa.
- Dwór – dzielnica powstała w XIX w. Pierwotnie zabudowana była czworakami dla chłopów pracujących w folwarku. W momencie powstania spółdzielni rolniczej powstały w niej trzy bloki mieszkalne dla pracowników tejże spółdzielni. W dzielnicy znajduje się sklep wielobranżowy „Lewiatan”, w dawnym budynku karczmy, sieć delikatesów „Centrum”, budynek dawnego przedszkola, hurtownia- magazyn materiałów budowlanych. Na zachód od tej dzielnicy znajdują się zabudowania dawnej spółdzielni oraz nowa dzielnica Boronowa, rozciągająca się wzdłuż ulicy Dolnej i Koszęcińskiej. Nowa dzielnica powstawała wraz z rozwojem spółdzielni rolniczej. Znajduje się klub sportowy „Jedność” Boronów oraz Urząd Gminy Boronów.
- Zdachnia – dzielnica Boronowa, znajdująca się wraz z „Króliczą Górką” po południowej stronie linii kolejowej. Nazwa dzielnicy wywodzi się z nazwy miejscowej okolicznych pól. Znajduje się w niej jedyna ulica Sienkiewicza, przy której poza zabudowaniami umiejscowiony został skład paliw „Naftobazy”.

## Legendy i podania
Legendy i podania utrzymujące się w społeczności Boronowa związane są najczęściej z dawnymi formami życia społecznego i gospodarczego. Część z nich odnosi się do stawów, które wcześniej występowały na terenie wioski: podanie o utopcu; podanie o córkach wodnika; podanie o zatopionej w stawie córce właścicieli miejscowości, a także związane z boronowskim kościołem i kapliczkami oraz ze starymi cmentarzyskami. Żywe są także podania związane z ruchem pątniczym. Niektóre podania odnoszą się do miejsc, w których wcześniej występowało kopalnictwo rud i wytop żelaza.

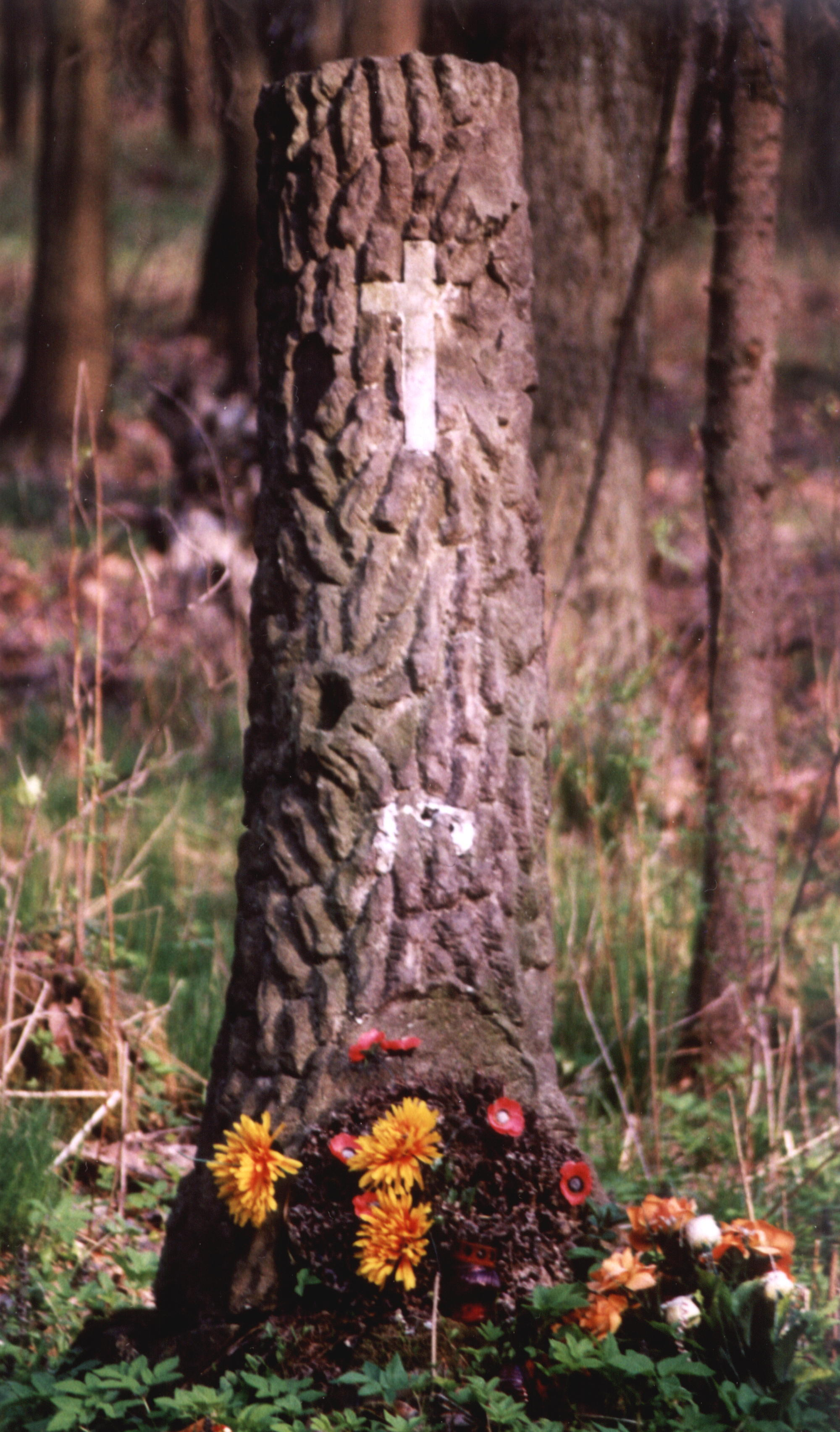
Kamienna kapliczka-pień postawiona w miejscu, gdzie według podania miał zginąć tajemniczy jeździec

- Legenda o utopcu i jego córkach – najbardziej znana legenda związana z Boronowem, stosunkowo często pojawiająca się w prasie i opracowaniach. Według legendy w stawie, który do II wojny światowej znajdował się przy kościele, miał zamieszkiwać utopiec wraz ze swoimi córkami. W legendzie jest mowa o tym, że dwie młode panny przychodziły do położonej też w pobliżu stawu karczmy (knajpy), lecz przed północą musiały ją opuszczać. Jednak, jak dalej opisuje to legenda, obie panny pewnego razu pozostały dłużej i następnego dnia na powierzchni stawu widoczna była tylko krwawa piana.

- Podanie o tragicznej śmierci jeźdźca odnosi się ono do szczególnego miejsca przy drodze między Boronowem a Koszęcinem, gdzie do dzisiaj znajduje się kamienna kapliczka w kształcie pnia drzewa z wyrytym na niej krzyżem. W miejscu tym, jak głosi podanie, zginąć miał albo ktoś z dworu księcia Hohenlohe, albo jak opisywane jest to w innej wersji, jeden z dwóch młodzianów (braci), którzy ścigali się konno, kto pierwszy dojedzie do Koszęcina. W podaniu nie jest określone, kto był tym jeźdźcem, który zginął, chociaż są odniesienia do władających wioską książąt z rodu Hohenlohe.

- Podanie o krzyżu w boronowskim kościele. Według tego podania jeden z krzyży umieszczonych w kościele Matki Boskiej Różańcowej, zawieszony na kratach przy jednej z bocznych naw, miał zawieszony być tam na pamiątkę tragicznej śmierci dziewczynki (w niektórych wersjach podania – córki właścicieli Boronowa), która przyniesiona do kościoła ożyła na nowo lub w innej wersji mitu, odzyskała życie pod tym krzyżem. W podaniu jest mowa o tym, że krzyż po przeniesieniu przez parafian na miejsce centralne, nocą wrócił znów na kraty. Jest też wersja podania, głosząca, że jeżeli postać Jezusa wiszącego na tym krzyżu zamknie przymykające się oczy, wówczas nastąpi koniec świata.

## Kultura i rozrywka

### Obiekty zabytkowe

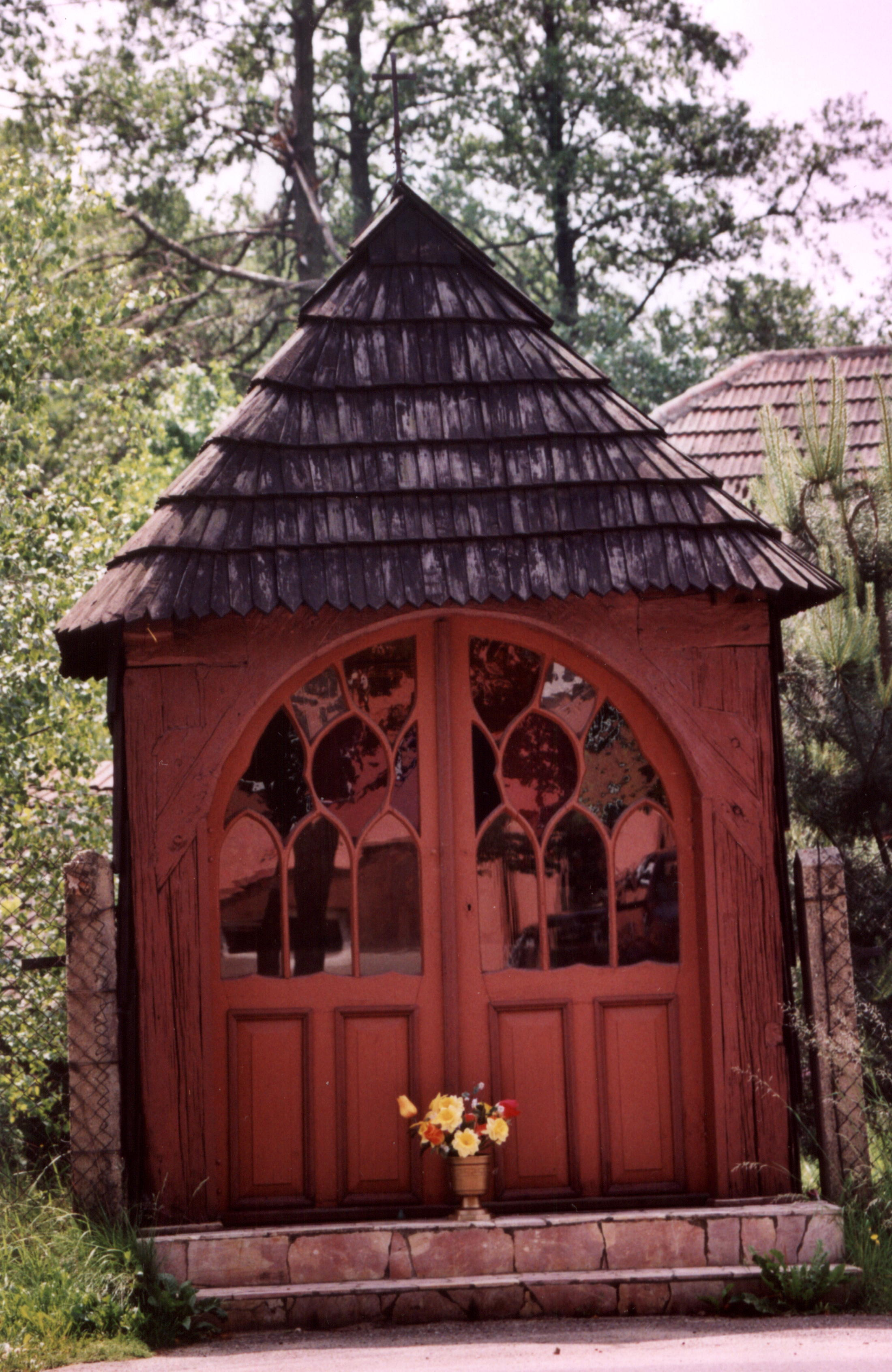
Kapliczka św. Barbary w dzielnicy Piasek

Na terenie miejscowości znajduje się 19 obiektów zabytkowych:
- Zespół kościoła parafialnego MB Różańcowej w Boronowie:
  - Kościół MB Różańcowej położony na szlaku architektury drewnianej województwa śląskiego – zabytek klasy „0”;
  - kapliczka św. Jana Nepomucena z II połowy XIX w.;
  - brama na plac przykościelny z XVII w.;
  - altana na obszarze ogrodu plebanii;
  - organistówka od XVIII do połowy XX w. pełniąca także rolę szkoły;
- Kaplice:
  - kapliczka św. Barbary w dzielnicy Piasek z 1740 roku (wcześniej obiekt ten znajdował się w Zumpach);
  - kapliczka Serca Jezusowego w dzielnicy Siodłoki, ul. 3 maja;
- zabudowania dawnej szkoły i przedszkola przy ul. Szkolnej z początku XX w.;
- budynek stacji kolejowej z magazynem;
- budynek dawnej komory celnej w dzielnicy Piasek, ul. Boczna;
- budynek dawnej karczmy, obecnie sklep „Lewiatan”;
- budynki dawnego folwarku przy ul. Wojska Polskiego (dzielnica Dwór) – obora, czworak i dwie stodoły;
- budynek dawnego młyna z 1920.

Poza tym do zabytków należy jeszcze 9 innych domów z XIX i XX wieku oraz pozostałości po dawnej zaporze wodnej przy stawie zbudowanym na potrzeby tartaku. Część zabytków, zwłaszcza stare domostwa, uległa na początku XXI wieku pożarom lub została rozebrana. Do obiektów nie ujętych w rejestrze zabytków, ale związanych z ważnymi dla miejscowości postaciami zaliczyć można kapliczkę Trójcy Św. w dzielnicy Zamoście, stworzoną przez Jana Kulisza.
Poza tym w miejscowości znajduje się szereg zabytków przyrodniczych, m.in. pomniki przyrody w centrum miejscowości. Należy do nich kilkusetletni dąb, który według podania zasadzić miał król Jan III Sobieski podczas wyprawy pod Wiedeń.

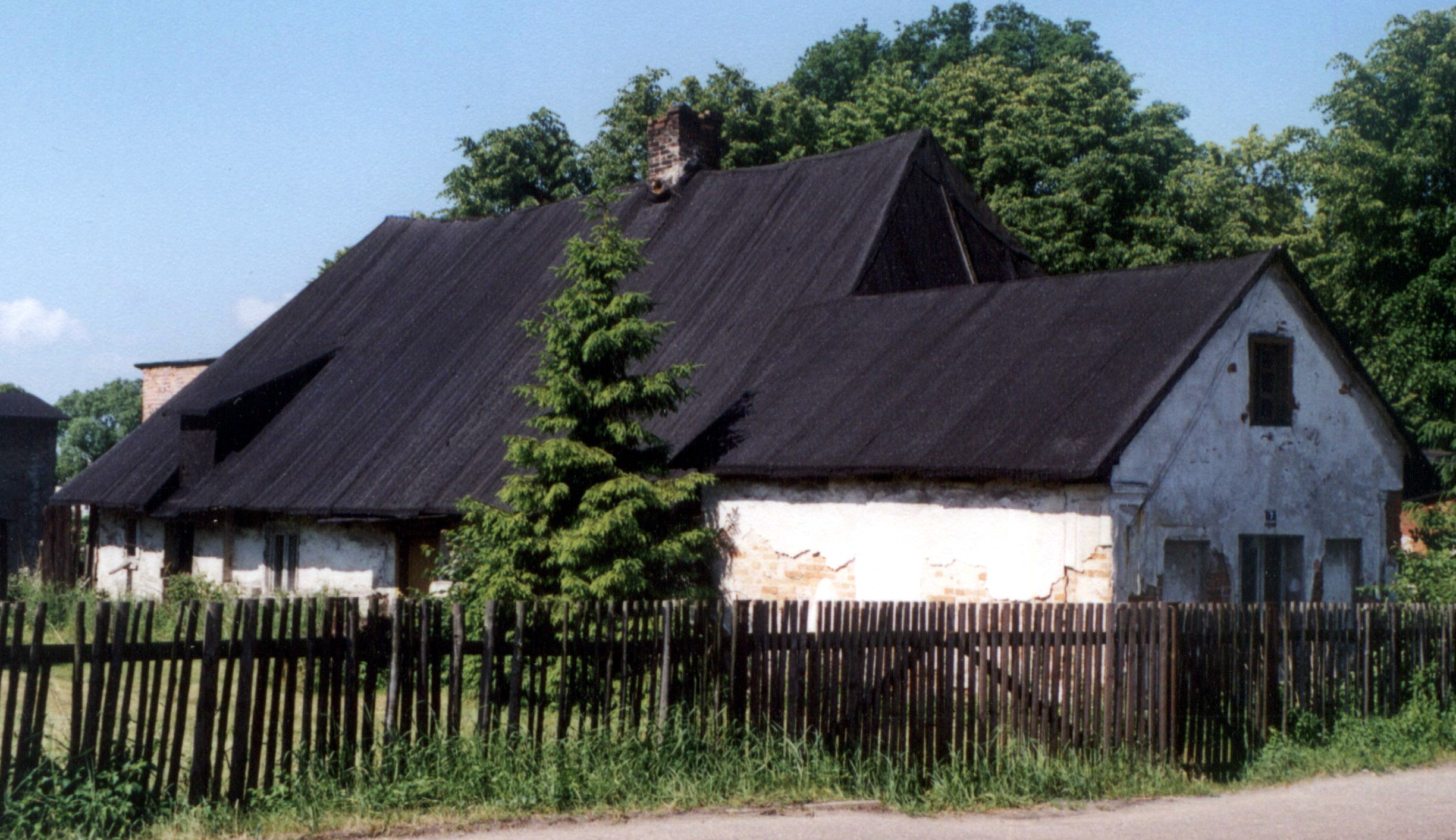
drewniana chata z XIX wieku w dzielnicy Hajduki zburzona w 2005 roku
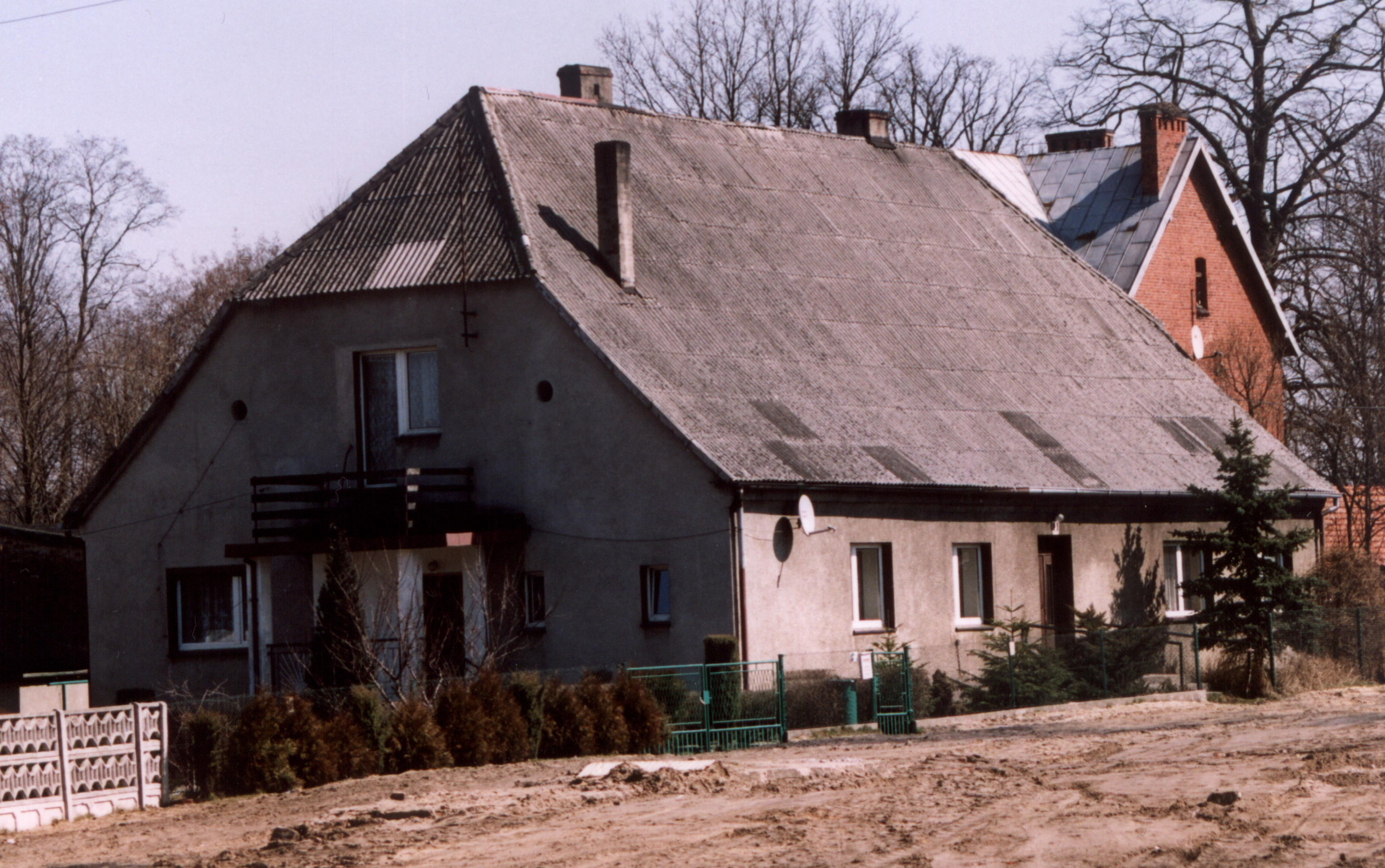
Organistówka
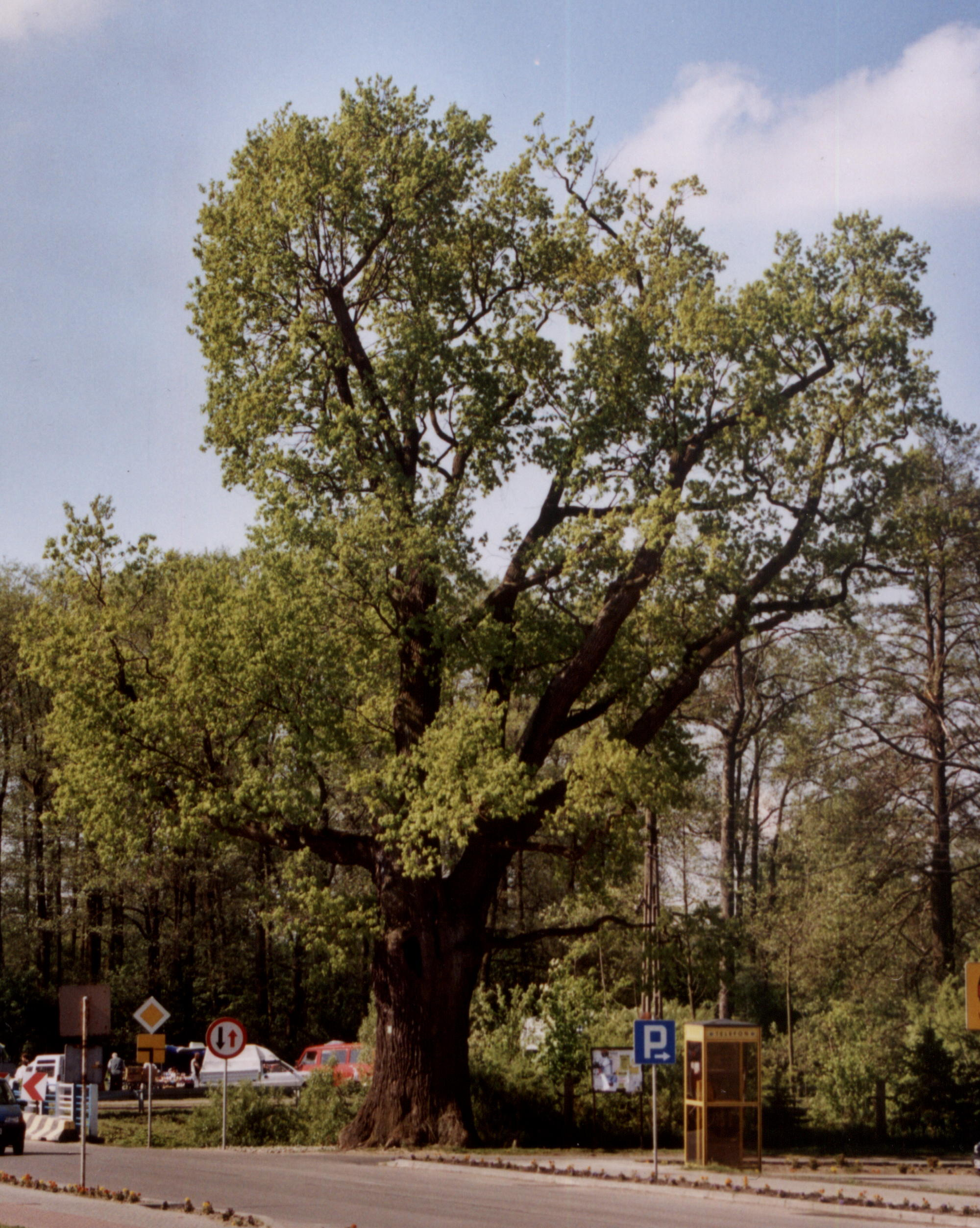
Pomnikowy dąb w centrum miejscowości
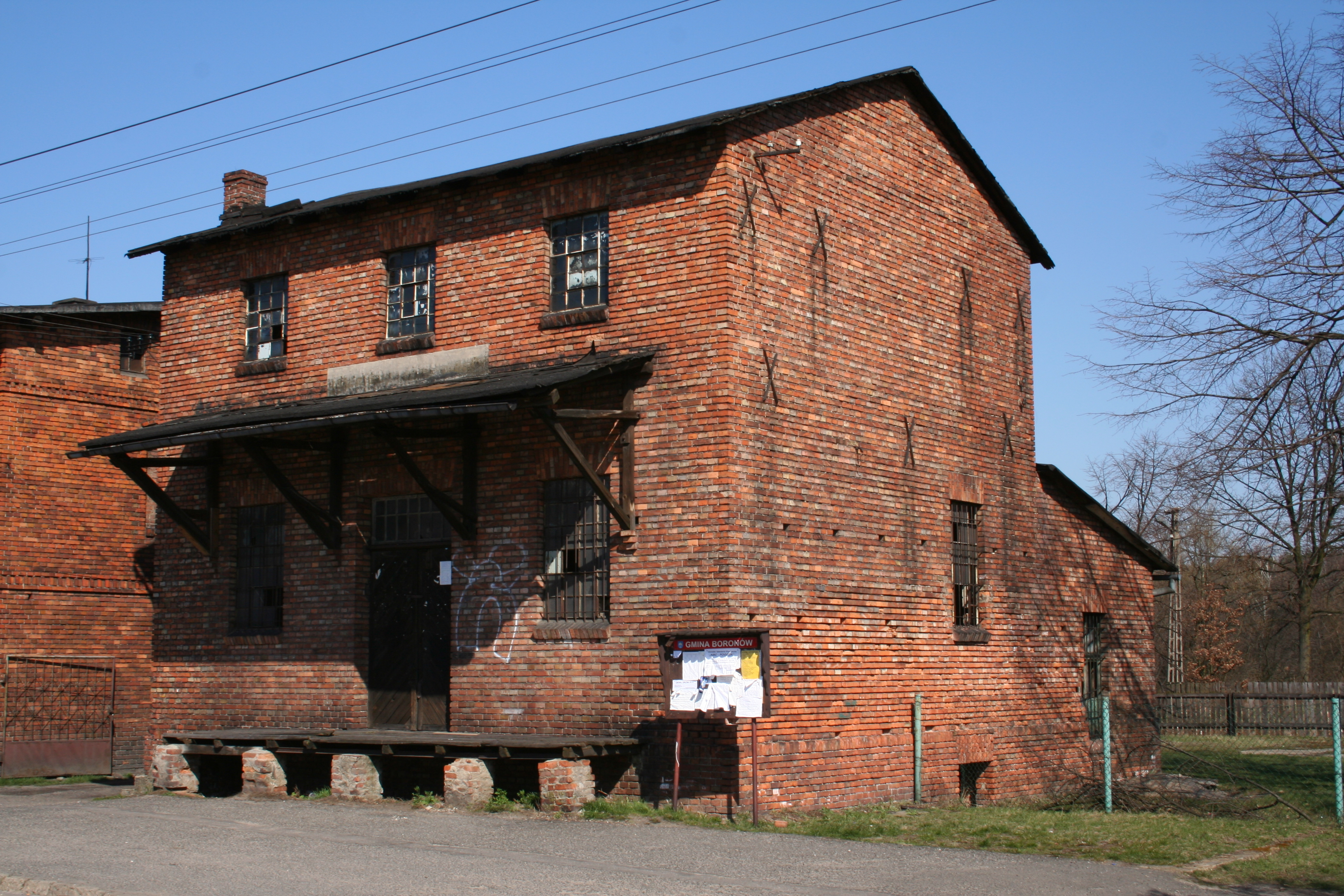
Dawny młyn w dzielnicy Hajduki

### Gminny Ośrodek Kultury
W Boronowie działa Gminny Ośrodek Kultury (GOK), wcześniej Dom Kultury, posiadający salę widowiskową, a także dysponujący w plenerze sceną, na której odbywają się koncerty oraz biesiady piwne. Cykliczne imprezy kulturalne organizowane w GOK-u to:
- przegląd solistów i zespołów muzycznych „Interpretacje”.
- konkurs kolęd.
- dzień Boronowa.

W ramach działalności instytucja ta organizuje dyskoteki dla młodzieży szkolnej, a także rockoteki i koncerty rockowe.

### Cafe Disco Metro (METROK)
Od początku lat 90. XX w. w miejscowości działała dyskoteka, mieszcząca się w budynku będącym wcześniej magazynem płodów rolnych należącym do Spółdzielni Rolniczej „Jedność”. Cotygodniowo w weekendy była ona odwiedzana przez ok. tysiąc osób z Boronowa i okolic. W początkowym okresie działalności odwiedzana była także przez mieszkańców większych miast obecnego województwa śląskiego. Okazjonalnie była miejscem występów znanych gwiazd polskiej popkultury, np. Mandaryny. Ostatnia impreza odbyła się 2 sierpnia 2008. Po 12 latach klub zaprzestał swojej działalności.

## Edukacja

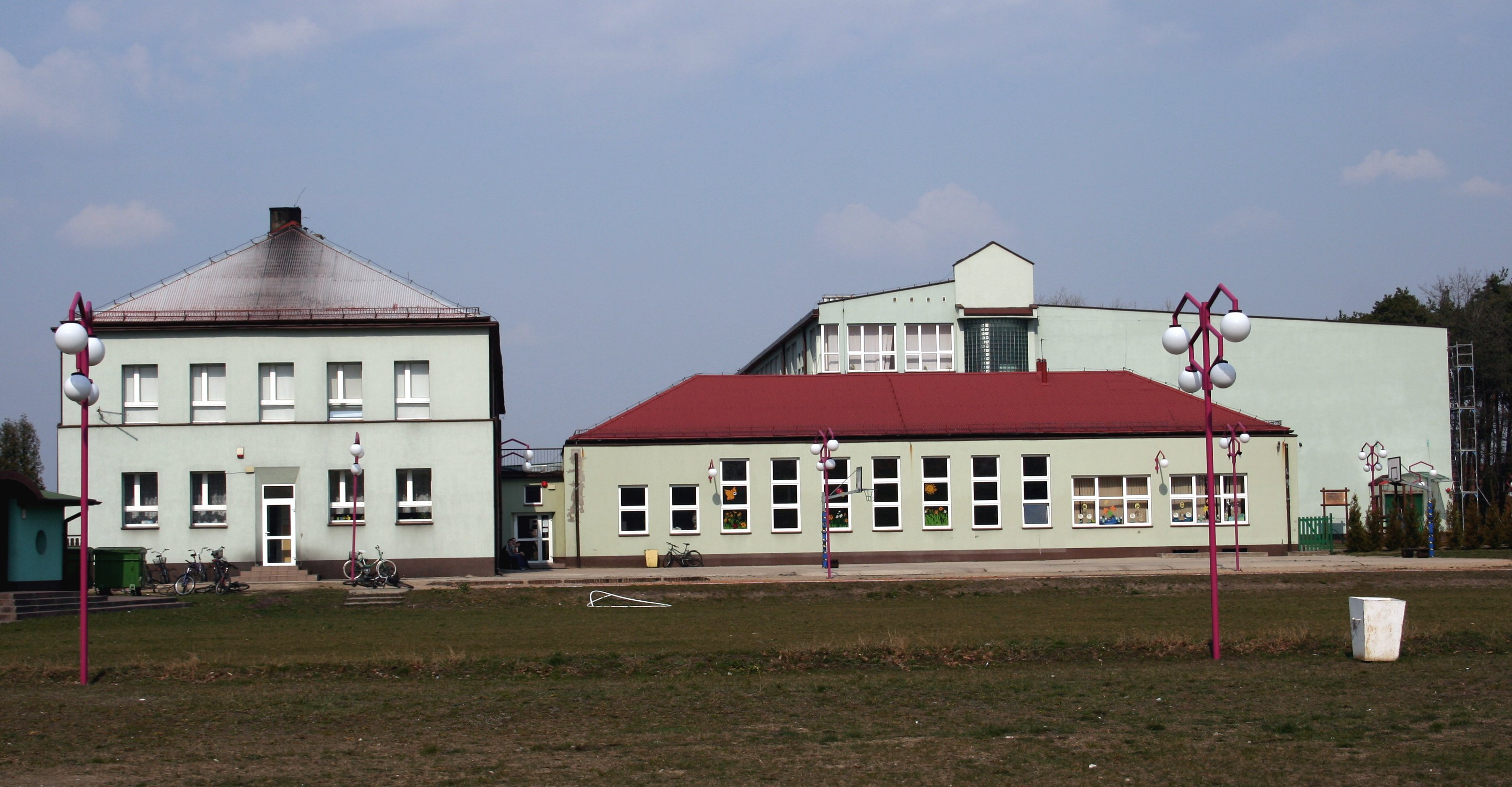
Zespół Placówek Oświatowych

W miejscowości znajduje się Zespół Placówek Oświatowych (ZPO) w ramach którego funkcjonują: szkoła podstawowa, gimnazjum oraz przedszkole. Obecnie ZPO nosi imię Unii Europejskiej. Do lat 90. XX wieku w budynku znajdowała się jedynie szkoła,  wówczas nosząca imię Manifestu Lipcowego. Zespół Placówek Oświatowych uczestniczy w realizacji programów Socrates-Comenius, w ramach którego nawiązała współpracę ze szkołami w Szwecji i Włoszech.

## Sport
W Boronowie działa klub sportowy Jedność Boronów, w którym poza sekcją piłki nożnej działa także sekcja szachów oraz podnoszenia ciężarów. Kilku zawodników tej ostatniej sekcji zdobyło medale na mistrzostwach Polski.
Przy ZPO działa także sekcja siatkówki organizująca cykliczne zawody siatkarzy z powiatu lublinieckiego.

## Komunikacja

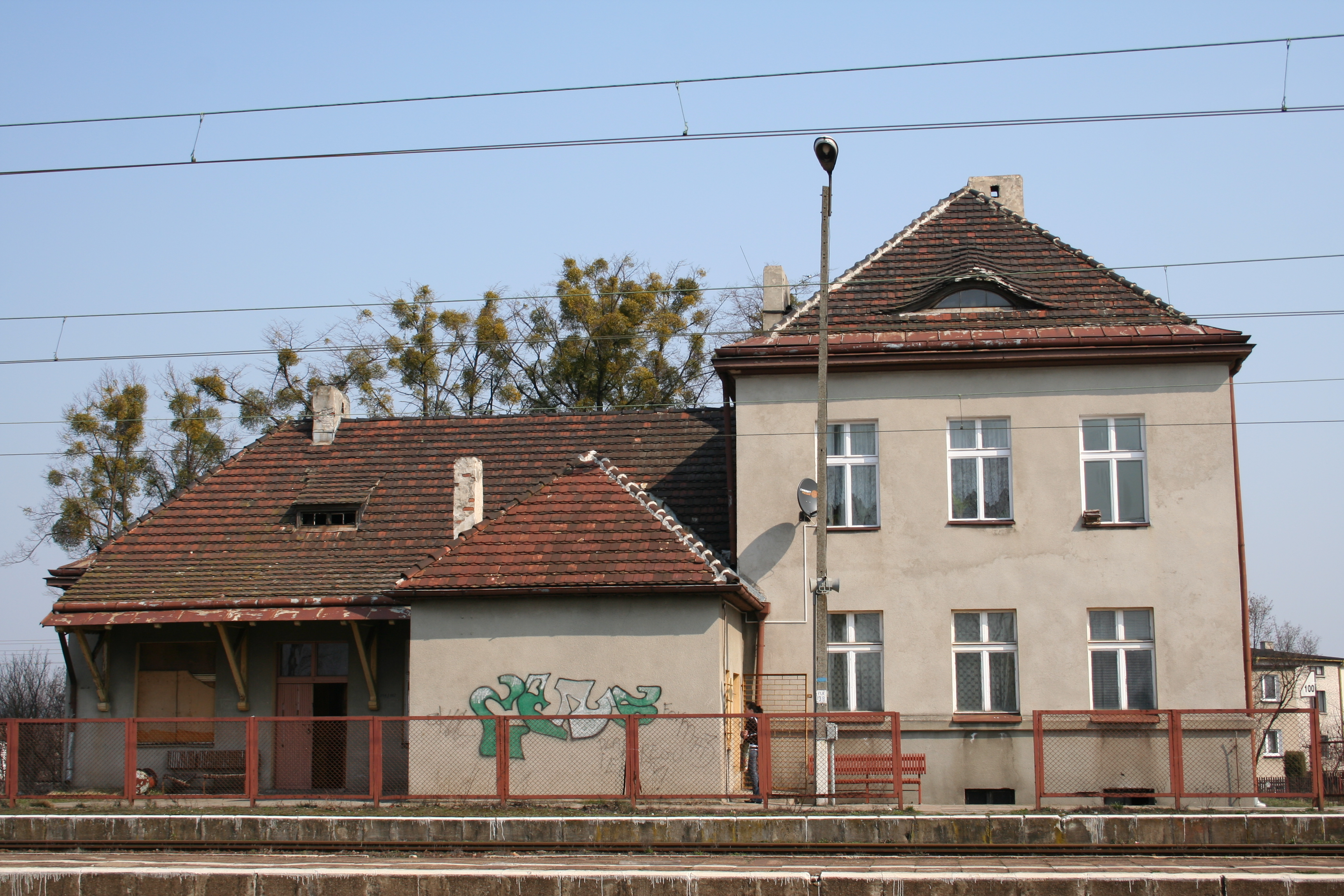
Budynek stacji kolejowej

- PKP – przez Boronów przebiega linia kolejowa, będąca częścią magistrali węglowej, łącząca Katowice z portami morskimi. Bezpośrednio z miejscowości odchodzą pociągi do: Tarnowskich Gór, Katowic, Herb Nowych i Herb Starych, Wielunia Dąbrowy.
- PKS – w Boronowie znajdują się dwa przystanki PKS, z których kilka razy dziennie odchodzą autobusy do Lublińca przez Koszęcin lub Herby, do Częstochowy oraz raz dziennie do Gliwic, Pajęczna, Katowic i Przedmości.

## Ligota kameralna
Międzyzdroje